# 緒方洪庵・浪華の事件帳
『緒方洪庵・浪華の事件帳』（おがたこうあん なにわのじけんちょう）は、築山桂による日本の連作中編時代小説シリーズ。2001年から2002年にかけて鳥影社より刊行された。全2巻。2008年から2009年に双葉文庫より文庫化されている。
『浪花の華 〜緒方洪庵事件帳〜』（なにわのはな おがたこうあんじけんちょう）と題して2009年1月にNHK総合テレビにてテレビドラマ化、また『蘭 〜緒方洪庵 浪華の事件帳〜』（らん おがたこうあん なにわのじけんちょう）と題して2018年5月に松竹製作により舞台化された。
姉妹シリーズに、東儀左近を主人公に本作の2年前を描いた『左近・浪華の事件帳』（双葉文庫）がある。

## 収録作品
1. 禁書売り 緒方洪庵・浪華の事件帳
  - 禁書売り
  - 証文破り
  - 異国びと
  - 木綿さばき
2. 北前船始末 緒方洪庵・浪華の事件帳（二）
  - 神道者の娘
  - 名目金貸し
  - 北前船始末
  - 蘭方医

## 書誌情報
1. 禁書売り 緒方洪庵・浪華の事件帳（2001年4月20日、鳥影社、ISBN 978-4-88629-555-2）
  - 緒方洪庵 浪華の事件帳 1 禁書売り（2008年12月18日、双葉文庫、ISBN 978-4-575-66363-1）
  - 緒方洪庵 浪華の事件帳 1 禁書売り <新装版>（2018年4月12日、双葉文庫、ISBN 978-4-575-66882-7）
2. 北前船始末 緒方洪庵・浪華の事件帳（二）（2002年9月15日、鳥影社、ISBN 978-4-88629-690-0）
  - 緒方洪庵 浪華の事件帳 2 北前船始末（2009年1月15日、双葉文庫、ISBN 978-4-575-66366-2）
  - 緒方洪庵 浪華の事件帳 2 北前船始末 <新装版>（2018年4月12日、双葉文庫、ISBN 978-4-575-66883-4）

## テレビドラマ
『浪花の華 〜緒方洪庵事件帳〜』（なにわのはな おがたこうあんじけんちょう）と題し、NHK総合テレビ「土曜時代ドラマ」枠にて2009年1月10日から3月7日まで放送された。主演は窪田正孝と栗山千明。

## 舞台
『蘭 〜緒方洪庵 浪華の事件帳〜』（らん おがたこうあん なにわのじけんちょう）と題して松竹製作により舞台化され、2018年5月6日から5月13日まで大阪松竹座にて、5月16日から5月20日まで東京・新橋演舞場にて上演された。
錦織一清が演出を担当し、松竹新喜劇の藤山扇治郎が主演・緒方章役を、元宝塚歌劇団星組トップスターの北翔海莉が男装の美剣士・東儀左近役を演じた。
2019年8月から9月に再演され、松竹特別公演として全国巡業。

### キャスト
- 緒方章 - 藤山扇治郎
- 東儀左近（楽人の姫） - 北翔海莉
- 若狭（楽人） - 荒木宏文
- 耕介（天游息子） - 上田堪大
- 三吉（瓦版屋）/桂木一郎（隠密同心） - 佐藤永典
- おあき（神道者の娘） - 宮嶋麻衣
- トラ（思々斎塾手伝い） - 高倉百合子
- 加島屋（本屋） - ゆーとぴあ・ピース
- 半治（手先） - 渋谷天笑
- 新井幸次郎（同心） - 丹羽貞仁
- 卯之助（北前船の船頭頭） - 笠原章
- 山城屋忠兵衛（本屋仲間行司衆） - 神保悟志
- お定（天游の妻・町医） - 久本雅美
- 中天游（思々斎塾主宰） - 石倉三郎

### スタッフ
- 原作 - 築山桂『禁書売り』『北前船始末』（双葉文庫）より
- 脚本 - 松田健次
- 演出 - 錦織一清
- 音楽 - 岸田敏志
- 製作 - 松竹